# Оксид-бромид диспрозия(III)
Оксид-бромид диспрозия(III) — неорганическое соединение, 
оксосоль диспрозия и бромистоводородной кислоты с формулой DyOBr,
светло-жёлтые кристаллы.

## Получение
- Разложение кристаллогидрата бромида диспрозия(III) при нагревании:

{\displaystyle {\mathsf {DyBr_{3}\cdot xH_{2}O\ {\xrightarrow {360-500^{o}C}}\ DyOBr+2HBr+(x-1)H_{2}O}}}

## Физические свойства
Оксид-бромид диспрозия(III) образует светло-жёлтые кристаллы
тетрагональной сингонии.